# Cité (Baden-Baden)

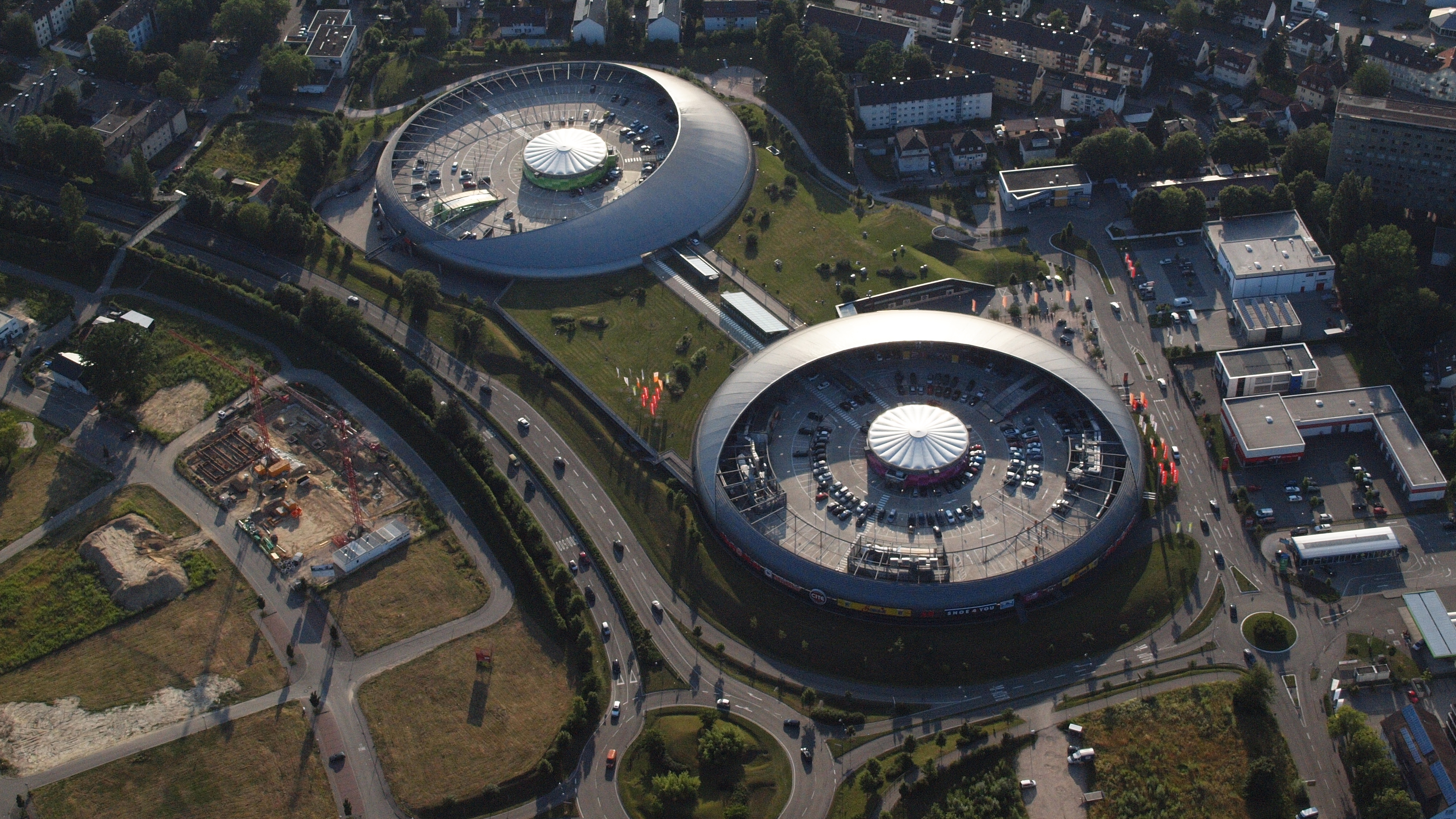
Baden Baden, Gewerbepark Cité mit den Rundbauten des Fachmarktzentrums Shopping Cité (Luftbild, Juli 2013)

Die Cité in Baden-Baden ist ein ehemaliges französisches Kasernen- und Militärsiedlungsgelände, das seit dem Abzug der französischen Streitkräfte aus Deutschland 1999 zu einem neuen Stadtviertel umgenutzt wird. Es liegt am Ausgang des Oostals zur Rheinebene.

## Geschichte
Die Erschließung des Geländes begann bereits im Jahr 1937 mit dem Bau der Markgrafenkaserne für die Wehrmacht auf etwa 11 Hektar Land. Nach dem Zweiten Weltkrieg wurde Baden-Baden zum Sitz der französischen Zonen-Regierung und Hauptquartier der französischen Besatzungsstreitkräfte in Deutschland. Die Kaserne wurde in Maréchal de Lattre de Tassigny umbenannt. An sie angrenzend entstand von 1952 bis 1954 auf etwa 40 Hektar die Cité als autarke französische Wohn- und Verwaltungssiedlung mit Wohnquartieren für die zivilen Angehörigen des französischen Offiziercorps. Gebaut wurden unter anderem ein großer Lebensmittelmarkt (Économat), ein Kino, eine Schule sowie Kirchen und Verwaltungsgebäude, die nur der französischen Gemeinde zugänglich waren. Am Standort lebten zeitweise 8.000 Angehörige der französischen Streitkräfte und Familienangehörige.
Nach dem Abzug des französischen Militärs 1999 wurden die bestehenden Gebäude teilweise abgerissen oder aufwendig umgebaut. Es entstanden neue Wohn- und Gewerbeimmobilien und die Cité entwickelte sich zu einem neuen, zivil genutzten Stadtteil. Zu den größten Entwicklungsprojekten gehörte ein Geländeteil von rund sechs Hektar Fläche, das 2003 von Adler Real Estate und dem US-amerikanischen Fonds Apollo International erworben wurde, um darauf 48.000 Quadratmeter Nutzfläche mit einem Investitionsvolumen von rund 70 Millionen Euro zu entwickeln. Ende 2014 verkaufte Adler jedoch seinen Anteil an Apollo. Bei der Umsetzung traten das Hamburger Unternehmen Redos Real Estate und Apollo als Investoren auf. Baubeginn war im März 2005. Das Herzstück dieser Anlage eröffnete im November 2006 als Fachmarktzentrum Shopping Cité mit einer Verkaufsfläche von ca. 18.000 m². Anfang 2007 kaufte das Unternehmen Henderson Global Investors für einen von ihm verwalteten Fonds Mehrheitsanteile des Fachmarktzentrums zum Preis von rund 80 Millionen Euro. Redos blieb Minderheitsgesellschafter.
Zu den neu angesiedelten Einrichtungen in der Cité gehört die Europäische Medien- und Event-Akademie. 2015 eröffnete ein Multiplex-Kino in der Cité.